# Gli amori di Zelinda e Lindoro
Gli amori di Zelinda e Lindoro è una commedia in tre atti di Carlo Goldoni. Rappresenta la prima parte di una trilogia che si chiude con Le gelosie di Lindoro e Le inquietudini di Zelinda, composte a Parigi nell'arco degli anni 1763-1764.
La trilogia, scritta dopo gli scenari in lingua francese composti per la Comédie Italienne basati sulla figura di Arlecchino, non riscosse molto successo.